# Шара (Дагестан)
Шара — село в Лакском районе Дагестана,
Образует сельское поселение село Шара как единственный населённый пункт в его составе.

## География
Расположено в 6 км к юго от села Кумух, на реке Куннул (бассейн реки Казикумухское Койсу).

## Население
В селении три тухума являются рабскими: Чиргас лагъарт, Мугъалтар лагъарт и Щанги лагъарт.
По переписи 2010 года в селе проживало 715 человек.